# 仁井田益太郎

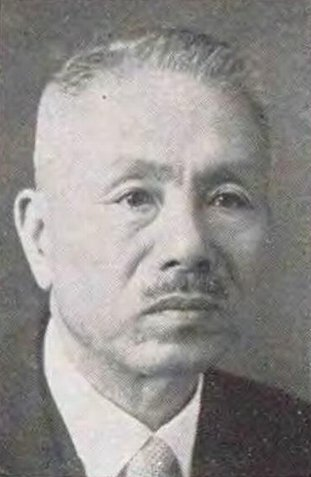
仁井田益太郎

仁井田 益太郎（にいだ ますたろう、1868年11月18日（明治元年10月5日）- 1945年1月17日）は、日本の法学者・裁判官・弁護士。学位は、法学博士。京都帝国大学法科大学教授、東京帝国大学法科大学教授を歴任。

## 人物
守山藩士県吏仁井田隠重の長男。妻は貴族院議員奥山政敬の娘アイ、甥の陞は中国法制史家、東大教授。
富井政章付きの民法典起草補助委員として活躍し、ドイツ民法草案第一・第二を翻訳して富井に提供したほか、各国の法制度を調査して貢献した。
他の起草補助委員との合著『帝国民法正解』は、民法典施行後出版された最初の書物であり、大体純粋なドイツ法学派の見解から書かれたものであった。
京都帝国大学では民事訴訟法、商法の講座を担当し、東京帝国大学では民事訴訟法、民法、ドイツ法の講座を担当。

## 民法典成立に関する所感
民法典起草に当たった関係者として、当時の事情に関する証言を残している。
民法典論争については、穂積陳重が主張したような歴史学派と自然法学派の「高尚」な学問的争いといったものではなく、仏法派と英法派の勢力争いに過ぎなかったと断じている。
日本法におけるフランス民法・ドイツ民法（草案）の影響については、（仏法系の）「旧民法は相当の勢力を持つて居つたのです。旧民法の此処が悪いと云ふ事を批評して、然る後此処は斯う修正すべきものであると云ふ事を必ず起草委員は説明して居る。「旧民法」を「修正する」と云ふ建前ですから必ず先づ旧民法を攻撃して然る後に修正原案を維持する訳を述べた。ですから、旧民法の採るべき所は採ると云ふ事に勢いなる訳です。殊に親族法・相続法は相当に日本の慣習を参酌して出来たものですから、親族・相続法は旧民法に大分似て居ります」としながらも、「大体ドイツ法的思想で民法は出来た訳ですけれども、偶にはフランス法の考えの入った所がある。どちらかというと梅さんの手に成った部分がそうです。穂積さんは公平などちらにも偏らずと云う態度であったと思います。富井さんは寧ろドイツ法一点張りで行こうと云う気分が見えたようです」としており、後世の星野英一らの主張とは異なり、「ドイツ法思想の日本民法学が出来る基礎は、民法そのものにある。」と、日本民法のドイツ法的解釈傾向につき肯定的な立場を明らかにしている。

## エピソード
瀟洒な振る舞いで学者としては傑出した社交性を持つ一方で、文章は一本調子であり、我妻栄も、仁井田の小著は大著の抜き書きに過ぎず、回りくどい文体でひどく悩まされたと回想している。
「仁井田益太郎は法学博士なり。故に法学博士には仁井田益太郎あり。仁井田益太郎は東京大学教授なり。故に東京大学教授には仁井田益太郎あり。右に述べたるところによれば、仁井田益太郎は法学博士にして東京大学教授に他ならずと知るべし」、先生の文章は万事こんな調子ですよといって面と向かって揶揄し、同席していた鳩山秀夫らの喝采を浴びた学生もいたという。この学生は三島由紀夫の父平岡梓である。

## 来歴

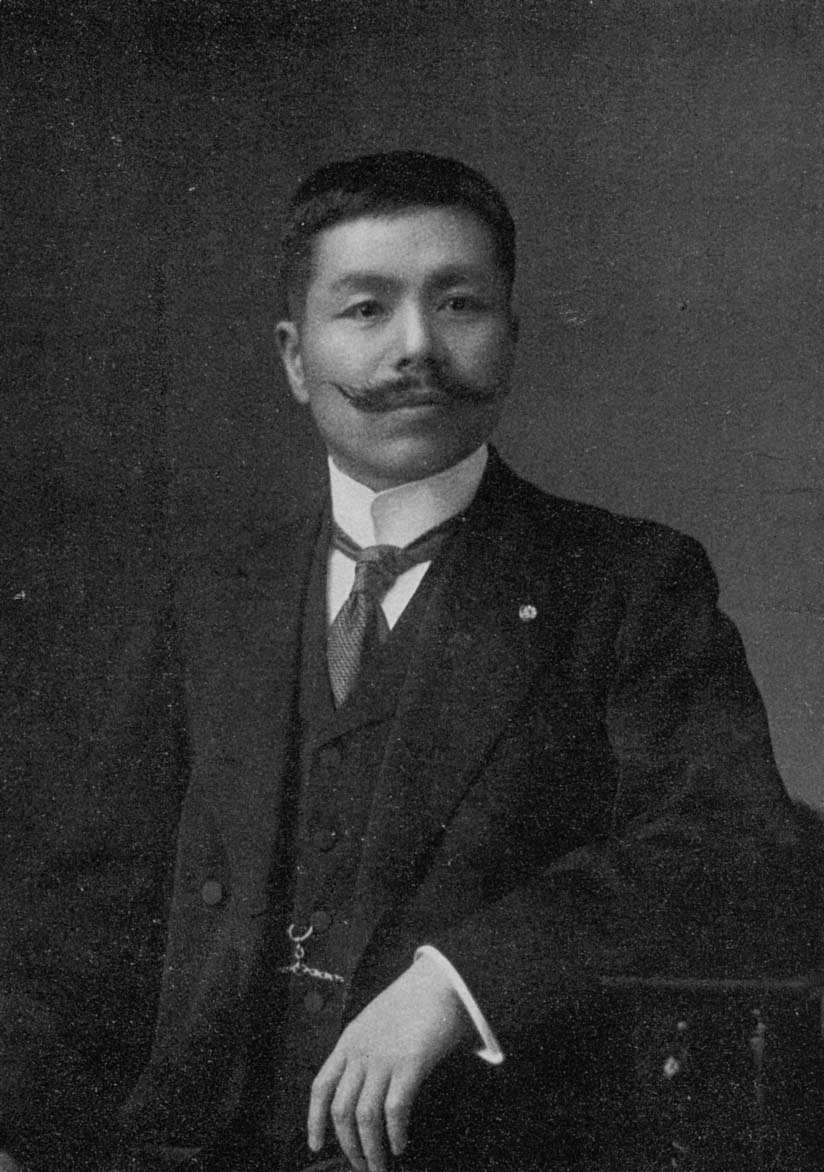
仁井田益太郎

- 明治26年7月、帝国大学法科大学独法科卒業（首席）、東京地方裁判所詰司法官試補、法典調査委員会書記。
- 明治27年3月、法典調査委員会起草委員補助（富井政章付き）[注 5][注 6]。
- 明治29年5月、京橋区裁判所判事任官。
- 明治30年1月、東京区裁判所判事任官。
- 明治30年6月、東京区裁判所判事免官、民事訴訟法研究のため欧州留学。
- 明治33年11月、京都帝国大学法科大学教授、民事訴訟法講座担任。
- 明治34年6月、法学博士。
- 明治36年6月、法典調査会委員、法律取調委員会委員、臨時法制審議会委員。
- 明治41年6月、東京帝国大学法科大学教授、民事訴訟法及び破産法講座担任。
- 大正10年6月、弁護士登録。
- 大正15年4月、東京第二弁護士会会長。
- 昭和9年7月3日[8] - 昭和20年1月 貴族院議員。墓所は多磨霊園。

## 栄典
位階
- 1920年（大正9年）9月20日 - 正四位[9]

勲章等
- 1903年（明治36年）5月21日 - 単光旭日章・金杯一個[10]
- 1906年（明治39年）6月30日 - 勲五等瑞宝章[11]
- 1910年（明治43年）12月26日 - 勲四等瑞宝章[12]
- 1940年（昭和15年）11月10日 - 紀元二千六百年祝典記念章[13]

## 著書
- 『帝国民法正解』（松波仁一郎、仁保亀松との合著、穂積陳重・富井政章・梅謙次郎校閲[注 7]）
- 『民法修正案理由書』（松波仁一郎、仁保亀松との共編・共著[注 8]）
- 『民事訴訟法要論 上中下巻』（有斐閣書房 1907-1913年）
- 『民事訴訟法一班』（有斐閣書房 1919年）
- 『民事訴訟法大綱』（有斐閣書房 初版1913年、改訂増補第2版1919年）
- 『親族法相續法論』（有斐閣書房 初版1915年、訂正改版1916年）
- 『民法総論第1冊』（有斐閣書房 1920年）

## 脚注

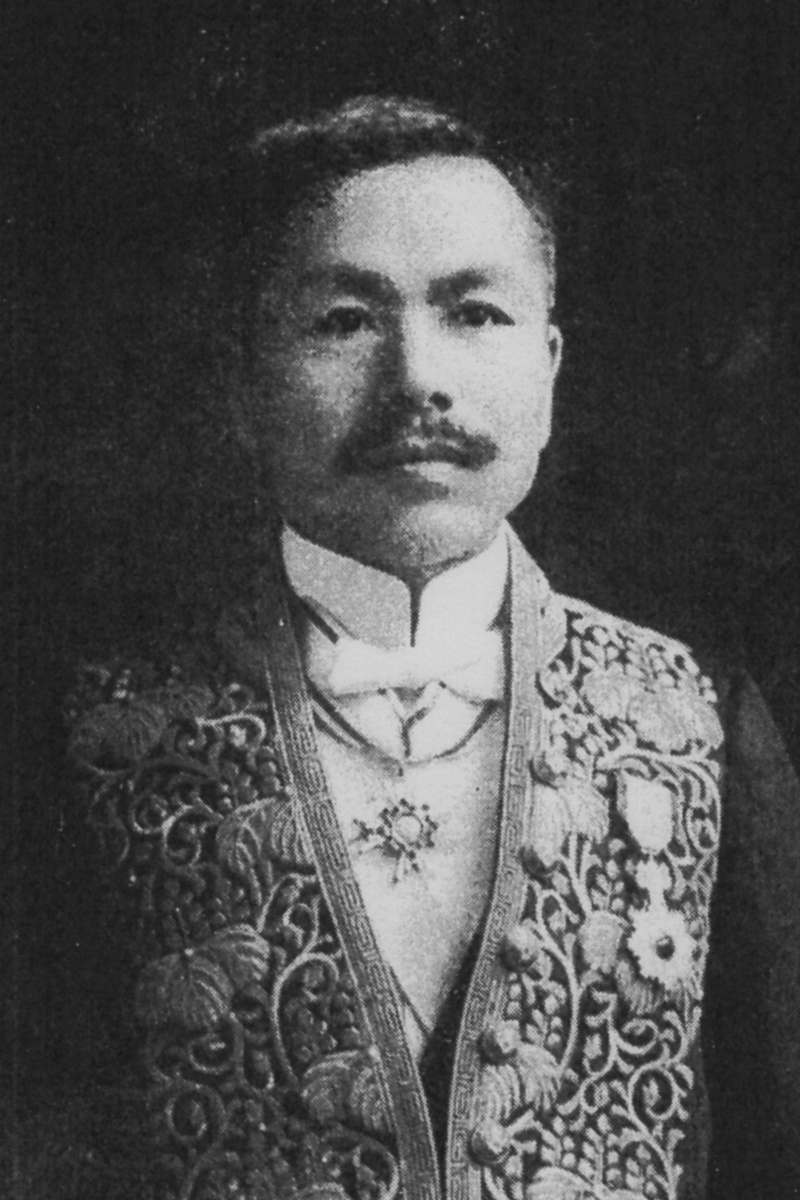
仁井田益太郎